# Maciel (Argentina)

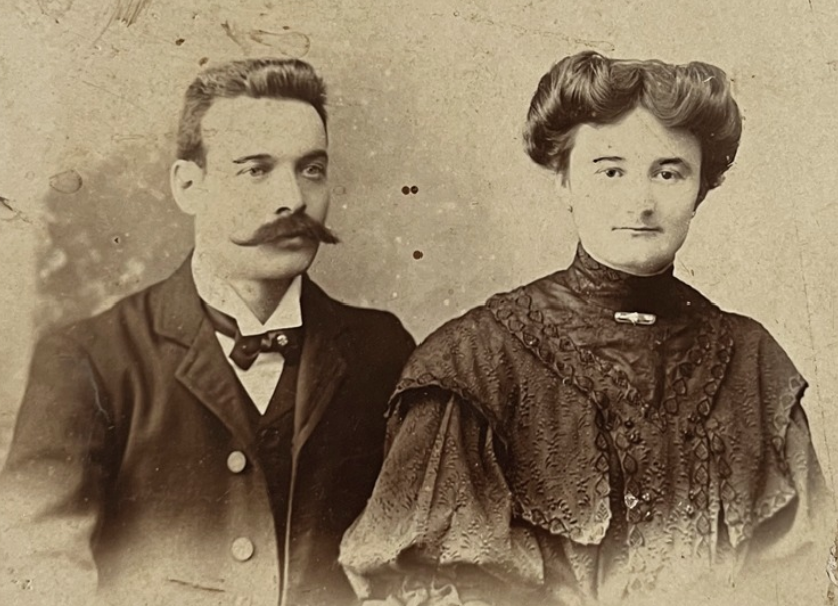
Antonio Morante y Luisa Giudice, primeros pobladores y propietarios de 'Casa Morante'

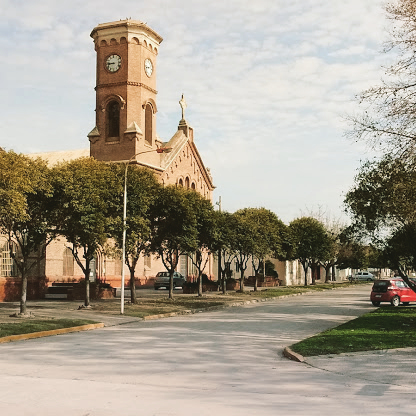
Iglesia San Francisco de Asis - Maciel, Santa Fe, Argentina

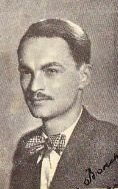
Carlos Carlino, escritor oriundo de Maciel

Maciel es una localidad del Departamento San Jerónimo, en el centro-sur de la provincia de Santa Fe, Argentina. Se ubica sobre la Ruta Nacional 11, a unos 9 km de la ribera occidental del río Paraná, aproximadamente 105 km al sur de la ciudad de Santa Fe (capital provincial) y 63 km al norte de Rosario. Según el censo de 2010 cuenta con unos 5.748 habitantes. Es un pueblo de base agrícola, con cultivos predominantes de soja, trigo y maíz, y ha desarrollado también actividades industriales (como un molino harinero y un frigorífico) a lo largo de su historia. Maciel fue originalmente una colonia agrícola fundada en la década de 1880 y se consolidó como comuna a comienzos del siglo XX.

## Historia
Las tierras que hoy ocupa Maciel pertenecieron originalmente a la familia Zabala, quienes recibieron una merced a fines del siglo XVIII. Con el tiempo, la propiedad fue heredada por Ciríaca Zabala y su hermano José Roque Zabala. Ciríaca se casó con Nicasio Maciel, y juntos promovieron el desarrollo productivo de la estancia familiar, gestionaron la llegada del ferrocarril y destinaron parte de sus tierras a la futura fundación del pueblo.
En la década de 1880, se inició la radicación de colonos, mayoritariamente inmigrantes italianos, que comenzaron a cultivar las fértiles tierras de la zona. En 1886 se estableció formalmente la colonia agrícola y, en 1891, se inauguró la estación de tren, que rápidamente se convirtió en el eje estructurante del pueblo. En 1897 se aprobó el plano urbano de Maciel, lo que consolidó su existencia oficial como núcleo habitado.
José Manuel Maciel desempeñó un rol fundamental en el proceso de establecimiento de la colonia y pueblo de Maciel. Hijo de Ciríaca Zabala y Nicasio Maciel —herederos de los antiguos campos de la estancia ubicada en la zona—, impulsó desde joven la transformación de la propiedad familiar en una colonia organizada. Viajó en reiteradas ocasiones a Rosario y Buenos Aires para contactar compañías de colonización y gestionar la llegada de familias europeas, en su mayoría italianas, a quienes ofreció lotes en condiciones accesibles. También destinó parcelas para el trazado urbano, la instalación de la estación ferroviaria, la escuela rural, la iglesia, la plaza pública y otros servicios esenciales. Su visión urbanística y su compromiso con el desarrollo regional lo convierten en el verdadero artífice de Maciel. Durante años, administró personalmente la colonia, mediando entre los colonos, las autoridades provinciales y las empresas ferroviarias, consolidando así las bases institucionales del pueblo.
José Manuel Maciel pertenece a la línea descendiente de una saga familiar que tuvo presencia destacada en la gobernación del Río de la Plata desde al menos el siglo XVII. Entre sus antepasados más notables se encuentran Manuel Maciel y Cabral de Alpoin (Corrientes-Santa Fe, 1690–1764), Joaquín Maciel y Lacoizqueta (1729–1780) y otros miembros que desempeñaron cargos como alcaldes, tenientes de gobernador y maestres de campo en el área de Santa Fe.
La creación de la Comisión de Fomento en marcó el inicio de su vida institucional autónoma. Fue creada en 9 de marzo de 1909. Fueron significativas las gestiones realizadas para tal fin por Alejandro Aldao. Los miembros de la primera Comisión de Fomento fueron Eugenio Falletty, Juan Carlino y José Maañón. Eugenio Falletty y Juan Carlino participaron en el mismo año de la creación de la Comuna de Maciel de la fundación del Club Alba Argentina.
En febrero de 1914 se eligieron por primera vez integrantes de la Comisión de Fomento por voto popular. Resultó elegido el candidato de la Liga del Sur Juan Carlino. Juan Carlino fue un inmigrante italiano que alcanzó relevancia como empresario no solo en Maciel sino también en todo el sur de la provincia de Santa Fe, habiendo sido propietario del puerto de Gaboto y participado en la fundación del Mercado a Término de Rosario, o Rofex, y del Club Alba Argentina, del cual fuera presidente.
La Gran Depresión de 1929 afectó la economía local, centrada en el modelo agroexportador. Sin embargo, en los años siguientes surgieron emprendimientos industriales como un molino harinero y, posteriormente, un frigorífico que operó como uno de los principales motores económicos del pueblo durante buena parte del siglo XX. En las últimas décadas, la economía volvió a centrarse en la producción agrícola, especialmente soja, con una creciente participación de servicios y cooperativas locales..

## Inmigración y composición social
Maciel fue profundamente modelado por la inmigración europea, especialmente por familias italianas que arribaron durante las últimas décadas del siglo XIX. Procedentes de regiones como el Piamonte, Liguria, Véneto, Friuli, Le Marche y el sur de Italia, estos inmigrantes se establecieron como pequeños productores agrícolas, comerciantes, artesanos y referentes comunitarios. Su llegada coincidió con la expansión del modelo de colonización agrícola en la provincia de Santa Fe, uno de los principales destinos de la gran ola migratoria europea hacia la Argentina. Este proceso, promovido activamente por el Estado nacional y compañías colonizadoras, dio origen a numerosas colonias rurales —entre ellas Maciel— que configuraron lo que se conoce históricamente como la “pampa gringa”: una red de pueblos agrícolas desarrollados a partir del trabajo y la cultura de los inmigrantes.
La inmigración italiana tuvo un papel particularmente decisivo en la formación y crecimiento de Maciel. Estas familias introdujeron técnicas agrícolas europeas, impulsaron el cultivo intensivo de la tierra y contribuyeron a consolidar una sociedad rural próspera y organizada. Junto con ellas, se establecieron también familias de origen español, criollo y centroeuropeo, formando una comunidad diversa pero cohesionada, profundamente vinculada a la vida rural, a las instituciones comunales y a las tradiciones heredadas.
Los primeros censos de la colonia —cuando aún dependía administrativamente de Gaboto— ya reflejaban una población mayoritariamente extranjera, con apellidos de origen italiano predominando en los registros. Entre las primeras familias inmigrantes que se establecieron en Maciel se encuentran los Carlino, Morante, Allione, Dominicci, Fabbro, Giro, Giudice, Lioi y Pedante, entre otras. Estas familias no solo desarrollaron la actividad agrícola, sino que también fundaron los primeros comercios e instituciones, integrándose plenamente al entramado social de la localidad.
Una de las familias con mayor impacto en la vida económica, institucional y cultural del pueblo fue la familia Carlino. Juan Carlino, oriundo del Piamonte, se radicó en Maciel a fines del siglo XIX y fundó uno de los primeros almacenes de ramos generales, que funcionó como eje del comercio local y centro de operaciones para el intercambio de granos, bienes y servicios. Este establecimiento cumplió también funciones bancarias informales en un contexto sin infraestructura financiera. Juan Carlino fue además el primer presidente comunal electo en 1914 y participó activamente en la fundación del Club Atlético Alba Argentina en 1909. También tuvo participación en la actividad portuaria en Gaboto y en la creación del mercado a término de cereales de Rosario. Sus descendientes colaboraron con la expansión urbana del pueblo mediante la venta de tierras agrícolas transformadas en lotes residenciales, facilitando así el crecimiento poblacional y habitacional de Maciel. El legado familiar continuó con su sobrino, Carlos Carlino, quien se destacó como escritor y dramaturgo. En 1952 publicó la obra teatral La Biunda, ambientada en los campos de la región, que retrata con sensibilidad y realismo la vida rural de la época. La obra fue representada por agrupaciones locales y es considerada parte del acervo cultural de la comunidad.
Otra familia con fuerte protagonismo fue la Morante, también de origen italiano. Antonio Morante, oriundo de la región de Le Marche, fundó en 1916 un importante almacén de ramos generales, que operó durante más de cinco décadas. Su hijo, Domingo Morante, tuvo un rol central en la creación del Frigorífico Maciel en la década de 1940, una planta industrial que se convirtió en el principal motor económico del pueblo durante buena parte del siglo XX. La familia Morante también participó activamente en la vida institucional, especialmente en el Club Alba Argentina, donde integraron comisiones directivas y comités de beneficencia. Mujeres de la familia, como Josefa, Hilda y Nora Morante, se destacaron por su labor en las comisiones de damas, organizando eventos sociales y actividades solidarias para la comunidad.
También merece destacarse la contribución de la familia Stelzer, de origen austrohúngaro, que se radicó en Maciel a mediados del siglo XX. Algunos de sus integrantes se destacaron en el ámbito médico, ejerciendo como profesionales de la salud al servicio de la comunidad durante décadas. La familia también tuvo un rol relevante en el desarrollo económico del pueblo, colaborando con la creación y posterior dirección del Frigorífico Maciel, uno de los principales motores productivos de la localidad en el siglo XX. Asimismo, participaron activamente en diversas instituciones de salud, aportando tanto en la gestión como en el fortalecimiento de servicios sanitarios locales. Su legado combina compromiso profesional, vocación de servicio y participación comunitaria sostenida, dejando una huella significativa en el desarrollo institucional y social de Maciel.
También se destacan en la historia local las familias Gómez y Cabanellas, cuyas trayectorias reflejan el arraigo y la participación comunitaria que caracterizaron a muchas familias de Maciel. La familia Gómez, de origen criollo, tuvo presencia activa en distintas esferas del quehacer local, incluyendo la politica y social del pueblo y de Gaboto.  Por su parte, la familia Cabanellas, de raíces españolas, se integró tempranamente a la comunidad de Maciel, destacándose por su participación en espacios institucionales y comunitarios. Algunos de sus integrantes formaron parte de comisiones directivas de entidades sociales y colaboraron con iniciativas locales vinculadas a la educación, la vida parroquial y la actividad productiva. 

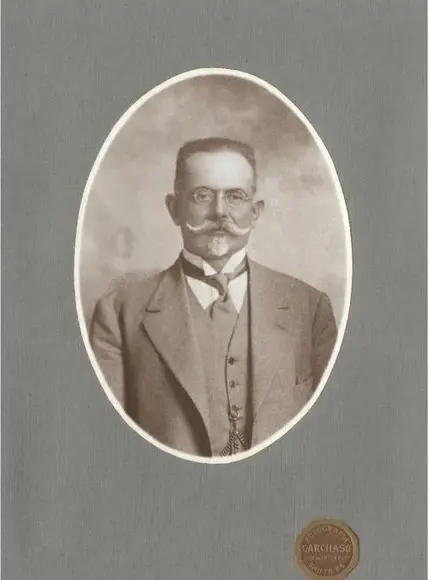
Jose Manuel Maciel, terrateniente colonizador del pueblo

El legado de estas familias y muhcas otras se refleja no solo en los apellidos que aún hoy perviven en la comunidad, sino que gracias a su trabajo, liderazgo y sentido comunitario, el pueblo se transformó en un enclave agrícola dinámico, con una identidad local profundamente ligada a sus raíces inmigrantes.

## Economia
La economía de Maciel ha estado históricamente vinculada a la actividad agropecuaria. Gracias a la fertilidad de sus tierras, la agricultura fue desde sus inicios la principal fuente de sustento local, con cultivos extensivos de soja, trigo, maíz y otros granos como eje productivo. A finales del siglo XIX se instaló un molino harinero, aprovechando la abundante producción triguera de la colonia. Durante gran parte del siglo XX, esta actividad se complementó con la instalación del Frigorífico Maciel, una planta de faena y procesamiento de carnes que funcionó como principal motor económico y generador de empleo durante décadas.
El frigorífico, fundado en la década de 1940 por iniciativa de empresarios locales, impulsó la diversificación de la economía del pueblo y promovió el crecimiento de barrios obreros en torno a su planta. Sin embargo, en las últimas décadas del siglo XX la industria fue perdiendo competitividad y cerró sus puertas a comienzos del siglo XXI. Esta situación generó un período de estancamiento económico y migración laboral.
A partir de 2002, Maciel experimentó una reactivación económica vinculada al auge de la soja y a la consolidación de nuevas tecnologías en el agro. Esto permitió la reapertura del frigorífico bajo nueva administración, así como el fortalecimiento del sector comercial y de servicios. Actualmente, Maciel mantiene una economía mixta con predominancia agrícola, apoyada por emprendimientos comerciales, cooperativas, pequeñas industrias y servicios públicos y privados que asisten tanto a su población como a las zonas rurales aledañas.

## Cultura y deportes
El 23 de mayo de 1909 se funda lo que hoy es Club Atlético Alba Argentina. Fueron sus fundadores Eugenio Fallety, Laurindo Caballero, Pedro Fallety, Jaime Remolins, Sebastián Avellaneda, Mario Paulassi, Ambrosio Fernández, José Ferrari, Rogelio Galloso, Saro Ledesma, Luis Parvecani, Antonio Caballero, Enrique Giménez, Artemio Alarcón, Bonifacio Ferreira y Pedro Regine. En el año 2009 festejó su centenario con eventos deportivos donde dieron cita los deportistas que hicieron a la historia de esta institución, coronándose estos festejos con una gran cena.  
Otro hito en la historia de la mencionada institución aconteció en 1941 cuando la comisión directiva integrada por Juan Guidetti, Antonio Morosano, Julio Pérez Alonso, José Morales, Roberto Chiri, Ricardo Gómez, Carlos Stelzer, Federico Meroi, José Brarda, Pedro Caballero, Essio Bosisio, Aurelio Carlino, Enrique Delduchetto, Jacinto Venturino, José Gorría, Conrado Degano y Domingo Morante adquirió los terrenos en los cuales se encuentran actualmente las instalaciones del club. Cabe destacar que en tales terrenos se había ubicado el casco de la estancia La Ciriaca, núcleo primigenio del pueblo y localización inicial de la primera escuela de Maciel.
Cabe destacar también la labor realizada por las llamadas comisiones de damas del club. Entre las integrantes de tal comisión se puede destacar a Josefa Perez Macagno de Morante, Haydee Martinez de Stelzer, Gioconda Pedante de Stelzer, Hilda Pedante de Morante, Teresa Jaime, Elva Guidetti, Dominga Meroi, Elcira Zabala, Celia Jubany, Yolanda González, Delia Falzone, Nora Morante y muchas otras.
En 1941 se fundó el Club Maciel.
En Maciel también se desarrollan diferentes actividades culturales; cuenta con un importante coro y un cine-teatro, originalmente perteneciente a la familia Cairó, gestionado por la comunidad. La ciudad ha sido declarada Capital Provincial del Tango.

#### Club Atlético Alba Argentina
El Club Atlético Alba Argentina es una institución deportiva y social de la localidad de Maciel, en la provincia de Santa Fe, Argentina. Fundado el 23 de mayo de 1909, es uno de los clubes más antiguos y tradicionales de la región. Su historia se encuentra profundamente ligada al desarrollo social y cultural del pueblo.
La fundación del club tuvo lugar en las inmediaciones de la estación de ferrocarril, impulsada por vecinos como Eugenio Fallety, Sebastián Avellaneda, Ambrosio Fernández, Juan Carlino y Laurindo Caballero, entre otros. El nombre "Alba Argentina" fue propuesto en honor al amanecer nacionalista y deportivo que vivía el país a comienzos del siglo XX.
En el año 1941, la institución adquirió los terrenos donde se ubica su actual sede, sobre el casco de la antigua estancia "La Ciriaca", considerada uno de los núcleos fundacionales del pueblo. Desde entonces, el club ha sido un punto de encuentro social y deportivo para la comunidad.
A lo largo de su historia, el club ha promovido diversas disciplinas deportivas, incluyendo fútbol, básquet, paddle, entre otras. La comisión de damas, formada por vecinas como Hilda Morante y Josefa Morante, fue clave en la organización de eventos sociales y en el sostenimiento financiero del club durante décadas.
Alba Argentina participa en la Liga Regional Totorense de Fútbol, en la cual ha sido campeón en múltiples ocasiones, destacándose el título obtenido en 1972. También ha participado en competencias provinciales, como la Copa Federación de Santa Fe, donde alcanzó las semifinales en 2015.
En 2009, el club celebró su centenario con una serie de actividades conmemorativas que incluyeron un almuerzo popular, la presentación del libro "Cien años de pasión" y la inauguración del piso de parquet de la cancha de básquet. En 2019, se celebraron los 110 años de la institución con nuevos eventos comunitarios y reconocimientos locales.
La historia del club está estrechamente relacionada con familias fundadoras de Maciel como los Morante y los Carlino, cuyos miembros formaron parte de las comisiones directivas y de apoyo a lo largo del siglo XX.

## Maciel en la literatura
- La novela "La Pampa Gringa", publicada en 1937 por Alcides Greca está ambientada en Maciel. Esta novela la primera que introduce el concepto de Pampa Gringa.[9]
- El drama "La Biunda", publicada en 1952 por Carlos Carlino acontece en un campo en las inmediaciones de Maciel.[10]
- La novela "Quando saremo in Merica", del escritor italiano Gilberto Canu, transcurre en Maciel y sus alrededores. Respecto a Maciel el escritor destaca la fuerte presencia de familias italianas y, en particular, nombra a las familias Carlino, Allione, Lioi y Morante.[11]

### Maciel como arquetipo de la pampa gringa
El pueblo de Maciel fue inmortalizado en la novela La pampa gringa (1936) del escritor santafesino Alcides Greca, quien lo utilizó como escenario simbólico para retratar los cambios sociales, económicos y culturales de la región pampeana durante las primeras décadas del siglo XX. La obra convirtió a Maciel en el arquetipo literario de la "pampa gringa", expresión que desde entonces identifica a las zonas rurales del sur santafesino colonizadas por inmigrantes europeos, especialmente italianos.
En la novela, Greca narra el impacto de la inmigración, la expansión agrícola, el conflicto entre colonos y terratenientes, y el proceso de modernización que transforma la vida rural. A través de personajes como Antoñico, el joven inmigrante que llega con esperanzas de progreso, o el maestro Hidalgo, que representa el pensamiento reformista y agrarista, el autor construye una mirada crítica sobre la desigualdad social y la concentración de la tierra. Si bien los personajes son ficticios, el trasfondo histórico y geográfico corresponde con fidelidad al entorno de Maciel y sus alrededores.
La pampa gringa está considerada una de las primeras novelas rurales de la literatura argentina moderna y una de las obras clave para comprender la identidad del sur santafesino.

### Maciel como escenario enLa Biunda(1952)
El dramaturgo santafesino Carlos Carlino ambientó su drama La Biunda en un campo cercano a Maciel, consolidando la conexión entre su obra y la identidad agrícola de su tierra natal. Estrenada por la Compañía Argentina de Comedia de Pascual Nacarati en noviembre de 1953 con un elenco de renombre, la obra obtuvo gran repercusión crítica.
La historia transcurre en las primeras décadas del siglo XX, en un ámbito rural típicamente pampeano, y reflexiona sobre los condicionamientos sociales del colono inmigrante asentado en esa “pampa gringa”. A través de episodios costumbristas y tensiones familiares —como los desencuentros amorosos entre Redenta, la hija mayor, y su elección por casarse con el pretendiente preferido por la madre (Botto)— y de escenas simbólicas como la obsesión por los muebles Luis XV, Carlino ofrece una mirada crítica sobre la rigidez de los roles sociales, la represión afectiva y la tensión entre el deseo individual y la tradición local.
La Biunda se inserta en la tradición de la literatura rural santafesina y propone una visión más subjetiva y emocional del mundo chacarero en comparación con obras anteriores. Refleja tanto las limitaciones impuestas por la modernización del campo como las ansias de libertad, dignidad y transformación social de sus protagonistas. 

## Entidades Educativas
- Instituto Superior de Enseñanza Técnica Nro 59
- Escuela de Enseñanza Media Nro 218 "Mariano Moreno"
- Escuela de Enseñanza Primaria Cdte. Luis Piedrabuena Nro 892
- Escuela de Enseñanza Primaria Gral. San Martín Nro 294
- Escuela de Capacitación Laboral CECLA N.º 6614
- Escuela de Enseñanza Media para Adultos N° 1042
- Jardín de Infantes N° 100 Dr. Sócrates Bacchiddú